# Liga dos Campeões da UEFA de 2017–18 – Primeira pré-eliminatória
A Primeira pré-eliminatória da Liga dos Campeões da UEFA de 2017–18 foi disputada entre os dias 28 de junho e 5 de julho de 2017. Um total de 10 equipes competiram nesta fase para decidir 5 das 34 vagas na Segunda pré-eliminatória.
Todas as partidas seguem o Horário de Verão da Europa Central (UTC+2).

## Primeira pré-eliminatória
O sorteio para esta fase foi realizado em 19 de junho de 2017. As partidas de ida foram disputadas em 27 e 28 de junho e as partidas de volta em 4 de julho de 2017.
| Equipe 1       | Total | Equipe 2        | 1.º jogo | 2.º jogo  |
| -------------- | ----- | --------------- | -------- | --------- |
| Víkingur Gøta  | 6–2   | Trepça'89       | 2–1      | 4–1       |
| Hibernians     | 3–0   | FCI Tallinn     | 2–0      | 1–0       |
| Alashkert      | 2–1   | FC Santa Coloma | 1–0      | 1–1       |
| The New Saints | 4–3   | Europa FC       | 1–2      | 3–1 (pro) |
| Linfield       | 1–0   | La Fiorita      | 1–0      | 0–0       |

### Jogo 1
| 27 de junho de 2017 | Víkingur Gøta                | 2 – 1     | Trepça'89   | Tórsvøllur, Tórshavn                    |
| 20:00               | G. Vatnhamar 17' · Lawal 73' | Relatório | Hajdari 39' | Público: 841 Árbitro: EST Juri Frischer |

| Víkingur Gøta | Trepça'89 |

| 4 de julho de 2017 | Trepça'89  | 1 – 4     | Víkingur Gøta                                          | Estádio Olímpico Adem Jashari, Mitrovica      |
| 18:00              | Hasani 65' | Relatório | Anghel 37' · Islami 40' (g.c.) · S. Vatnhamar 52', 59' | Público: 12 000 Árbitro: AUT Alexander Harkam |

| Trepça'89 | Víkingur Gøta |

Víkingur Gøta venceu por 6–2 no placar agregado.

### Jogo 2
| 27 de junho de 2017 | Hibernians                    | 2 – 0     | FCI Tallinn | Estádio Hibernians, Paola              |
| 20:00               | Jorginho 63' · Kristensen 73' | Relatório |             | Público: 1 068 Árbitro: SUI Fedayi San |

| Hibernians | FCI Tallinn |

| 4 de julho de 2017 | FCI Tallinn | 0 – 1     | Hibernians   | A. Le Coq Arena, Tallinn               |
| 18:00              |             | Relatório | Jorginho 88' | Público: 995 Árbitro: FRO Alex Troleis |

| FCI Tallinn | Hibernians |

Hibernians venceu por 3–0 no placar agregado.

### Jogo 3
| 27 de junho de 2017 | Alashkert     | 1 – 0     | FC Santa Coloma | Estádio Republicano, Erevan                  |
| 18:00               | Nenadović 39' | Relatório |                 | Público: 3 300 Árbitro: BUL Stefan Apostolov |

| Alashkert | Santa Coloma |

| 4 de julho de 2017 | FC Santa Coloma | 1 – 1     | Alashkert     | Estádio Comunal, Andorra-a-Velha       |
| 20:30              | Lima 63'        | Relatório | Nenadović 28' | Público: 850 Árbitro: LUX Sven Bindels |

| Santa Coloma | Alashkert |

Alashkert venceu por 2–1 no placar agregado.

### Jogo 4
| 27 de junho de 2017 | The New Saints | 1 – 2     | Europa FC             | Park Hall, Oswestry                      |
| 20:00               | Quigley 44'    | Relatório | Quillo 8' · Gómez 78' | Público: 1 148 Árbitro: SMR Barbeno Luca |

| T. New Saints | Europa FC |

| 4 de julho de 2017 | Europa FC        | 1 – 3 (pro) | The New Saints                      | Estádio Algarve, Faro–Loulé (Portugal)[A] |
| 19:30              | Walker 53' (pen) | Relatório   | Moya 37' (g.c.) · Quigley 41', 104' | Público: 261 Árbitro: BEL Lawrence Visser |

| Europa FC | T. New Saints |

The New Saints venceu por 4–3 no placar agregado.

### Jogo 5
| 28 de junho de 2017 | Linfield       | 1 – 0     | La Fiorita | Parque de Windsor, Belfast               |
| 20:45               | J. Stewart 89' | Relatório |            | Público: 2 839 Árbitro: CRO Duje Strukan |

| Linfield | La Fiorita |

| 4 de julho de 2017 | La Fiorita | 0 – 0     | Linfield | Estádio San Marino, Serravalle          |
| 20:30              |            | Relatório |          | Público: 911 Árbitro: MLT Fyodor Zammit |

| La Fiorita | Linfield |

Linfield venceu por 1–0 no placar agregado.